# Antoni Calderer Morales
Antoni Calderer Morales (Barcelona, 1885 — 1964) va ser una poeta i traductor català, conegut per ser difusor constant de l'obra del dramaturg noruec Henrik Ibsen, el qual elogià en la conferència pronunciada a l'Ateneu Enciclopèdic Popular el 1909 titulada Elements del teatre del futur. També li va traduir Solness, el constructor (1911).
Fou autor dels drames Contra el destí (1911) i El camí de la vida (1913), i com a poeta té l'obra recollida a El poema de la nit (1907) i Dones i roses (1909). Fou creador de la col·lecció “iblioteca Amor i Lletres per publicar obres d'autors joves en format de subscripció.
Va traduir Corpus de Sang el 1930.